# К-5 (подводная лодка)
К-5 — советская атомная подводная лодка проекта 627А «Кит». Находилась в строю в 1959—1990 годах, входила в состав Северного флота.

## История строительства
Заложена 13 августа 1956 года на стапеле цеха № 42 Северного машиностроительного предприятия под заводским номером 260. Спущена на воду 1 сентября 1958 года. С 10 октября 1958 года по 22 сентября 1959 года на лодке были проведены швартовные испытания оборудования и механизмов. Заводские ходовые испытания проводились в период с 22 сентября по 25 сентября 1959 года. Государственные испытания проходили с 11 октября 1959 года. 27 декабря 1959 года подписан акт о завершении государственных испытаний К-5. В ходе испытаний, при мощности энергетической установки, составляющей 80 % от номинальной, была достигнута самая высокая на тот момент в мире скорость длительного подводного хода — 28 узлов. Расчёты показывали, что при выходе на максимальную мощность скорость должна была достичь 30 узлов.

## История службы
Включена в состав Северного флота 17 августа 1960 года, зачислена в состав 206-й отдельной бригады подводных лодок с местом базирования в Западной Лице. Первым командиром К-5 был назначен капитан 2 ранга Салов В. С.
В течение 1960 года произвела 10 выходов в море, пройдя в общей сложности 8195 морских миль, из них в подводном положении — 7107 морских миль. С ноября 1960 года по декабрь 1962 года К-5 проходила ремонт и модернизацию на судоремонтном заводе «Звездочка», по завершении ремонта вернулась в Западную Лицу, входила в состав 3-й дивизии подводных лодок.
С января 1964 года по сентябрь 1965 года командиром корабля был будущий Герой Советского Союза капитан 2-го ранга Л. Н. Столяров.
В 1965 году на лодке произошла разгерметизация ТВЭЛов. В связи с этим субмарина прошла срочный аварийный ремонт, продолжавшийся до сентября 1967 года. Ввиду большого объёма работ и неудовлетворительной радиационной обстановкой отсек ППУ лодки был вырезан и заменён новым. Вырезанный отсек вместе с реактором был залит специальной твердеющей смесью и захоронен в 1966 году на полигоне в заливе Абросимова в Карском море на глубине 20 метров.
В период 1967—1971 годов К-5 совершила 5 автономных боевых походов на боевую службу общей продолжительностью 300 суток. В феврале 1970 года переведена в состав 17-й дивизии ПЛА с местом базирования в Гремихе.
В период с июля 1971 года по август 1973 года лодка прошла средний ремонт с перезарядкой активных зон реакторов.
В период с 1974 года по 1978 год на счету лодки два автономных похода на боевую службу общей продолжительностью 81 сутки.
С 11 декабря 1981 года по 17 августа 1982 года К-5 проходила текущий ремонт на судоремонтном заводе № 10. После окончания ремонта лодка в 1982—1985 годах находилась в двух автономных походах на боевую службу общей продолжительностью 49 суток.
С 1986 года по 1989 год К-5 находилась в боевом дежурстве и отрабатывала задачи боевой подготовки в море и на базе. 14 марта 1989 года субмарине был присвоен новый тактический номер Б-5.
Всего с момента спуска на воду К-5 прошла 198 975 морских миль за 33 407 ходовых часов.
1 июля 1990 года лодка была выведена из боевого состава ВМФ. В 1992 году была переведена к месту хранения и дальнейшей утилизации на акваторию СРЗ-10, г. Полярный. В 1996—1997 годах выполнена выгрузка отработанного ядерного топлива. В 2000 году была утилизирована.